# Shunosaurus lii
Shunosaurus lii es una especie de dinosaurio saurópodo cetiosáurido; es la tipo del género extinto Shunosaurus ("lagarto de Shu") que vivió a finales  período Jurásico, hace aproximadamente 159 millones de años, en el Oxfordiense, en lo que hoy es Asia. 
El primer fósil de Shunosaurus fue descubierto en 1977 por un grupo de estudiantes que practicaban excavaciones paleontológicas en la orilla de una carretera. Shunosaurus lii, fue descrita y nombrada por Dong Zhiming , Zhou Shiwu y Zhang Yihong en 1983. El nombre genérico deriva de "Shu", un antiguo nombre de Sichuan. El nombre específico honra a Li Bing, gobernador de Sichuan en el siglo III a. C..
El holotipo, IVPP V.9065, fue recolectado de la Formación Xiashaximiao Inferior cerca de Dashanpu, Zigong. Consiste en un esqueleto parcial. Más tarde se descubrieron unos veinte especímenes importantes más, incluidos varios esqueletos, cráneos y juveniles completos o casi completos,  haciendo de Shunosaurus uno de los saurópodos mejor conocidos anatómicamente, con el 94% de todos los elementos esqueléticos identificados. Los esqueletos de Shunosaurus se exhiben en el Museo de Dinosaurios de Zigong en Zigong, provincia de Sichuan, y en el Museo de Historia Natural de Tianjin.